# Conus tegulatus
Conus tegulatus é uma espécie de gastrópode do gênero Conus, pertencente a família Conidae.